# Mateusz Zachara
Mateusz Zachara (* 27. März 1990 in Częstochowa, Polen) ist ein polnischer Fußballspieler.

## Karriere

### Im Verein
Zachara begann mit dem Fußballspielen in seiner Geburtsstadt bei Raków Częstochowa, wo er sich bis in die Seniorenmannschaft hocharbeiten konnte. Anfang 2011 wechselte er zu Górnik Zabrze. Von 2011 bis 2012 wurde er an GKS Katowice ausgeliehen. Für Zabrze lief er bis Januar 2015 auf, ehe er in die Volksrepublik China zu Henan Jianye wechselte. Am 26. Februar 2016 wurde sein Vertrag aufgelöst und Zachara war seitdem vereinslos. Zur Saison 2016/17 wurde er von Wisła Krakau verpflichtet. Ein Jahr später wechselte er nach Portugal zu CD Tondela. In Portugal konnte sich Mateusz Zachara nicht durchsetzen und kam auf lediglich 4 Ligaspiele. Mitte November 2017 wurde sein Vertrag im beidseitigen Einverständnis aufgelöst. Ende 2017 kehrte er zurück zu seinem Heimatverein nach Polen in die 2. Liga.

### In der Nationalmannschaft
Sein erstes Länderspiel für Polen bestritt er am 18. Januar 2014 im Testspiel gegen Norwegen.